# Autorail Baudet Donon Roussel
Vous lisez un « bon article » labellisé en 2024.
Un autorail Baudet Donon Roussel (ou autorail BDR) est un autorail construit par Baudet, Donon et Roussel dans les années 1930. L'entreprise — spécialisée entre autres dans la construction de matériel roulant ferroviaire et notamment de locotracteurs — fabrique dix autorails pour le compte de quatre compagnies ferroviaires françaises selon trois types différents : autorail court à essieux pour la compagnie des chemins de fer de Paris à Lyon et à la Méditerranée (PLM) et la compagnie du chemin de fer de Paris à Orléans et du Midi (PO-Midi), autorail moyen à essieux pour la compagnie des chemins de fer de l'Est et autorail long à bogies pour la compagnie des chemins de fer du Nord.
La commande des quatre autorails du PLM fait suite au concours qu'organise la compagnie en 1931. Le PLM demande aux constructeurs ferroviaires et automobiles d'étudier des autorails légers capables de remplacer les trains à vapeur sur les lignes secondaires du réseau. L'autorail est alors vu comme une solution permettant de limiter les coûts d'exploitation des petites lignes peu rentables et menacées de fermeture.
Les dix autorails construits par BDR pour le PLM, le PO-Midi, l'Est et le Nord sont intégrés aux effectifs de la Société nationale des chemins de fer français (SNCF) en 1938. Si les autorails à essieux sont rapidement démotorisés et transformés en remorques d'autorail après la Guerre, les deux autorails à bogies du Nord continuent leur service en Allemagne à partir de 1944 et jusqu'en 1960 pour l'un des deux. Aucun autorail BDR n'a été préservé.

## Autorail court à essieux

### Commandes
Au début des années 1930, la Compagnie des chemins de fer de Paris à Lyon et à la Méditerranée (PLM) fait face comme les autres compagnies ferroviaires françaises à une concurrence toujours plus rude avec le transport routier. En raison des coûts d'exploitation des trains omnibus à vapeur et du report modal vers l'automobile, certaines lignes secondaires sont menacées de fermeture. L'autorail apparaît comme étant la solution idéale pour limiter les frais d'exploitation sur les itinéraires peu fréquentés. Aussi, le PLM décide en 1931 de lancer un concours entre plusieurs industriels de l'automobile pour la construction d'autorails légers à moteur Diesel destinés aux petites lignes du réseau de la compagnie,. Huit constructeurs sont finalement sélectionnés, ce qui conduit à la commande de vingt-deux unités de conception purement automobile ou plus ferroviaire,.
L'entreprise Baudet, Donon et Roussel (BDR), notamment spécialisée depuis les années 1920 dans la construction de locotracteurs, répond à l'appel d'offres du PLM avec un projet d'autorail léger de quarante places assises. Le projet fait partie des offres sélectionnées et le PLM commande à BDR quatre autorails en janvier 1932. Leur prix de vente est de 266 500 francs. Mis en service le 4 juillet 1934, les engins sont affectés au dépôt de Pontarlier en roulement avec les deux SOMUA ZZ D 1 et 2,,.
En 1933, la Compagnie du chemin de fer de Paris à Orléans décide d'acquérir deux autorails BDR du même type avec un aménagement intérieur offrant moins de places assises. Ils sont rattachés au centre autorail de Mont-de-Marsan et rejoignent les autorails Pauline déjà engagés sur les liaisons autour de la ville. Les deux engins du PO-Midi sont vendus au PLM le 29 mai 1937 et sont regroupés avec les engins de Pontarlier.
Les autorails du PLM sont numérotés ZZ A 1 à 4 tandis que les unités du PO-Midi sont immatriculées ZZ B4E 23801 et 23802. À la suite de leur rachat par le PLM, les autorails ex-PO-Midi sont renumérotés ZZ A 5 et 6.

### Description et caractéristiques
La caisse de l'autorail Baudet Donon Roussel est en tôles d'acier, elle repose sur un châssis en tôles d'acier embouties avec une interposition de caoutchouc. Elle mesure 10,840 m de long tandis que la longueur hors tout de l'autorail est de 11,930 m. Les roues font 860 mm de diamètre et l'empattement entre les deux essieux est de 5 600 mm.

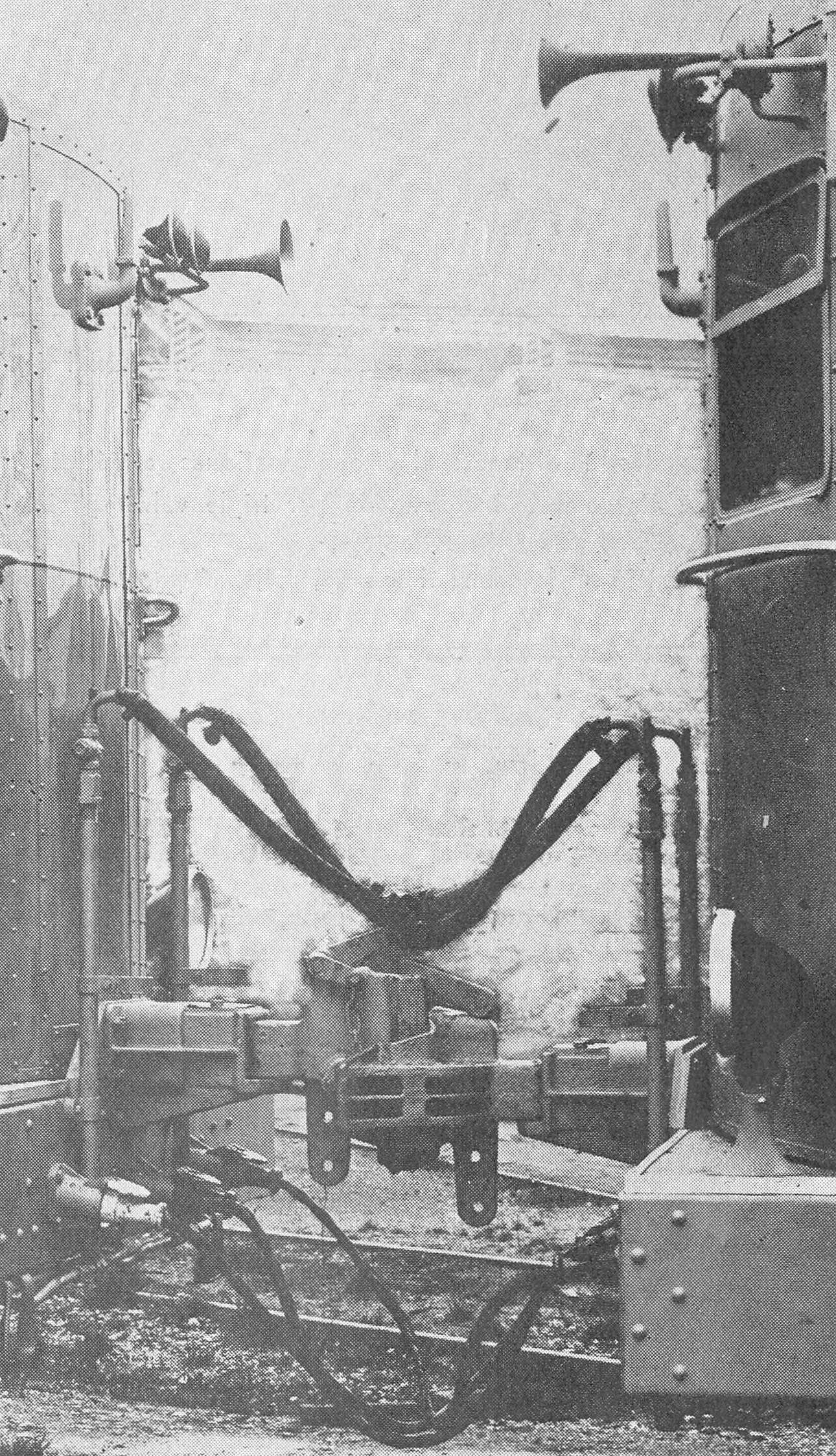
Attelages Willison et coupleurs Robinson entre deux autorails.

La motorisation fait appel à un moteur Diesel à deux temps de la compagnie lilloise de moteurs (CLM) de type 85 LC 4 fabriqué sous licence Junkers,. Il délivre une puissance de 105 ch à un régime de 1 500 tr/min. Le moteur est à quatre cylindres de 85 mm d'alésage et de 240 mm de course. Le refroidissement est assuré par de l'eau circulant dans un radiateur fait de tubes en cuivre installé sur le toit ; cette eau sert également au chauffage du compartiment voyageur. Le démarreur est électrique et de marque Bosch. L'autorail est réversible et dispose d'un poste de conduite à chaque extrémité.
La transmission vers l'essieu moteur est mécanique. Le moteur est relié à un embrayage à disques qui transmet l'effort à un arbre à cardans. Un inverseur de marche à pignons coniques permet de changer de sens de marche. Une boîte de vitesses Cotal à quatre rapports commande la vitesse de rotation en sortie de transmission. L'effort moteur est enfin transmis à l'essieu moteur avec une chaîne triple. Une batterie Saft de 24 V rechargée par dynamo sert à l'alimentation électrique des différents équipements. La vitesse maximale est d'environ 100 km/h.
Le freinage est de type Westinghouse à air comprimé complété par un frein à vis. Un compresseur d'air maintient en pression le circuit d'air qui sert donc au freinage de l'engin mais aussi au fonctionnement des sablières. Les autorails sont couplables entre eux grâce à des attelages automatiques Willison type 1/2 ; une barre d'attelage permet le remorquage en cas de panne. Un coupleur Robinson monté sur l'extrémité 2 permet de relier les conduites d'air et les circuits électriques entre les engins,.
La principale différence entre les unités du PLM et du PO-Midi est l'aménagement intérieur des autorails. Les engins du PLM offrent trente-cinq places assises de 3e classe tandis que le PO-Midi a préféré privilégier un fourgon à bagages plus grand, limitant ainsi la capacité du compartiment voyageurs à vingt-six places assises. Dans les deux cas, cinq strapontins complètent les places assises. Le fourgon a une surface de 4 m2 pour l'autorail PLM et de 7 m2 sur celui du PO-Midi.

Livrées des autorails BDR du PLM et du PO-Midi.
Autorail en livrée de la compagnie du PLM.
Autorail en livrée de la compagnie du PO-Midi.

Les autorails du PLM arborent la livrée des autorails de la compagnie, à savoir un bas de caisse bleu ciel et un haut de caisse gris. Les engins du PO-Midi sont peints avec une livrée bleu soutenu en bas de caisse et gris pour le haut de caisse.

### Services effectués
En 1934, les autorails du PLM sont affectés au centre autorails de Pontarlier, annexe de celui de Besançon. En roulement avec les deux SOMUA ZZ D 1 et 2, ils desservent les lignes de l'étoile de Pontarlier, à savoir les lignes de Pontarlier à Gilley, de Pontarlier à Frasne, de Pontarlier à Vallorbe et de Frasne à Vallorbe.

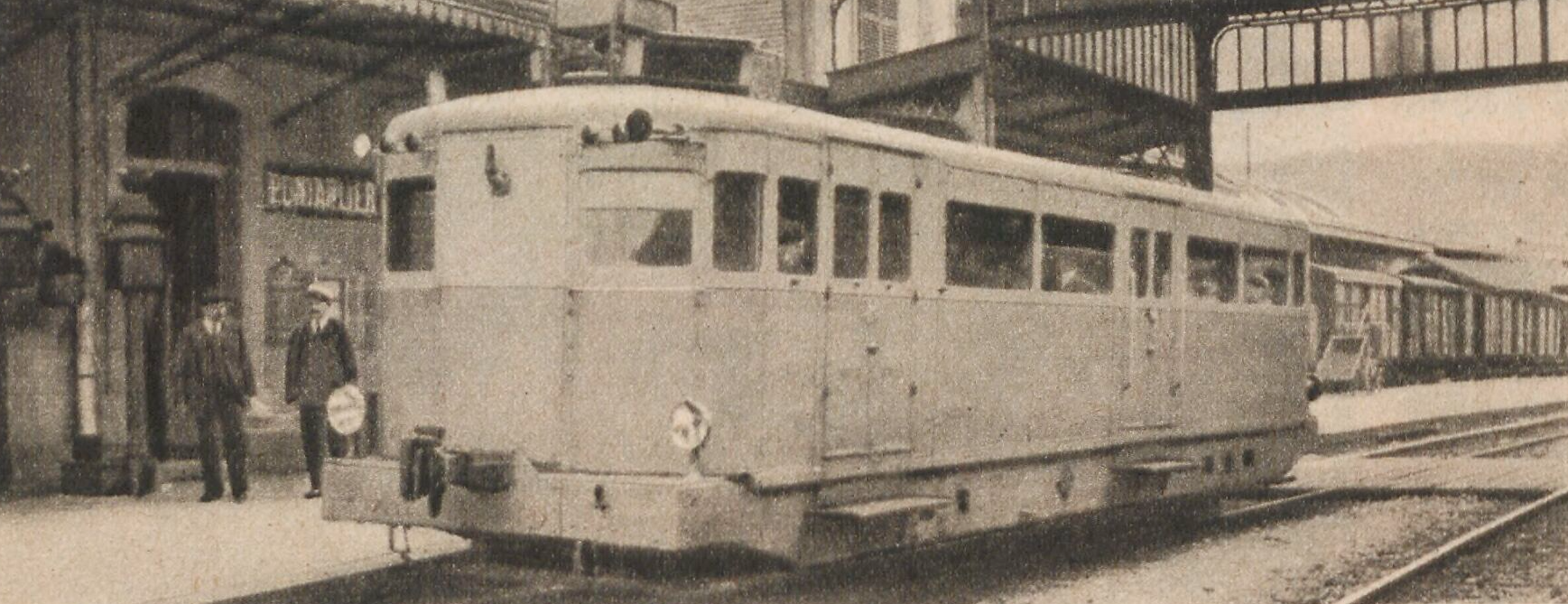
Autorail BDR du PLM en gare de Pontarlier
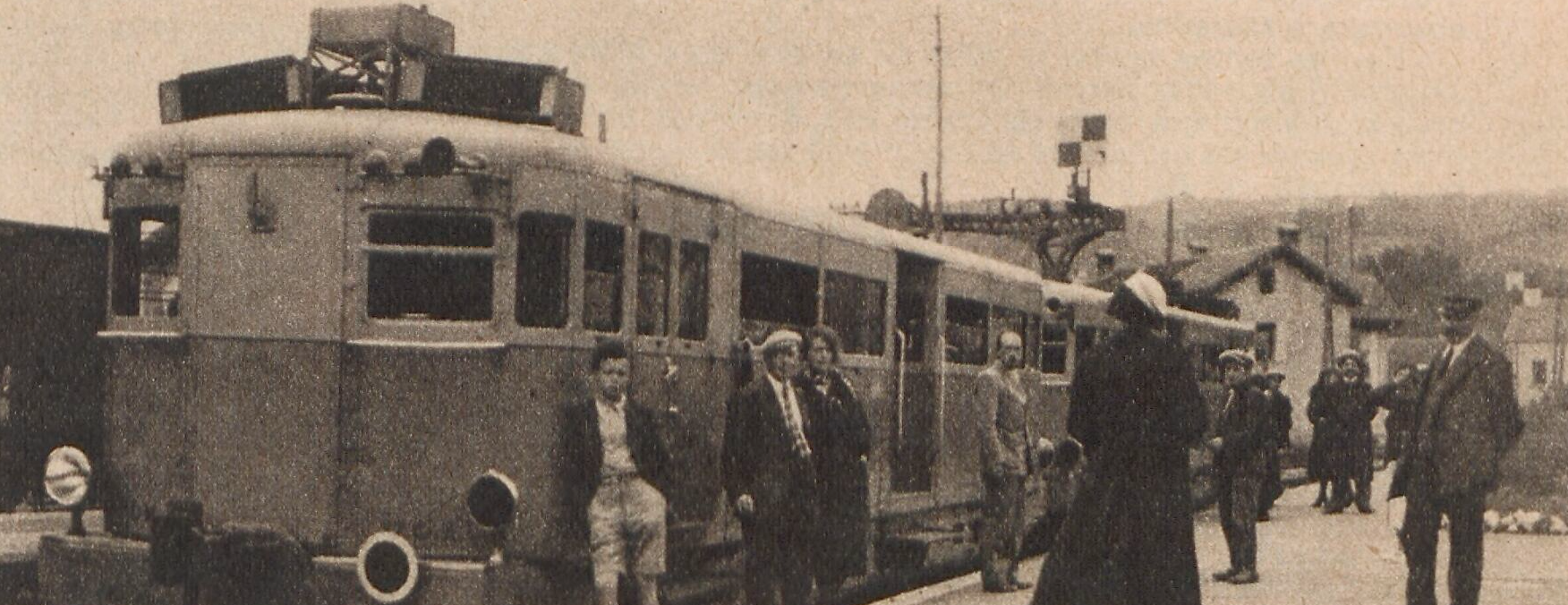
Couplage de deux autorails PLM.

Les autorails du PO-Midi sont rattachés au dépôt de Mont-de-Marsan et rejoignent les Paulines en roulement sur les relations vers Nérac et vers Morcenx. Cédés au PLM le 29 mai 1937, ils sont regroupés avec les autres autorails BDR de Pontarlier.
Les deux autorails SOMUA sont réformés vers 1939 avec la fermeture des services voyageurs sur l'étoile de Pontarlier le 18 avril 1939,. Les autorails BDR intègrent quant à eux les effectifs de la SNCF sous l'immatriculation ZZ BD 10001 à 10006. Démotorisés vers 1945, ils sont transformés en remorques d'autorail affectées à la région Sud-Ouest de la SNCF et numérotées RZ 10021 à 10026 puis XR 10021 à 10026. Équipées d'un attelage à vis et d'un équipement de choc léger, elles offrent quarante-quatre places assises dont quatre strapontins. Les remorques, allégées de leur système de motorisation, pèsent 10,5 t et sont chauffées avec un poêle. Elles apparaissent aux inventaires de la SNCF de 1950 mais sont absentes de celui de 1959.

## Autorail moyen à essieux

### Commandes
Le 5 août 1932, la Compagnie des chemins de fer de l'Est passe commande à Baudet, Donon et Roussel de deux autorails à essieux, semblables à ceux du PLM et du PO-Midi, mais plus longs et équipés d'une motorisation plus puissante. Les deux engins sont achetés 424 000 francs. Ils sont livrés vers janvier 1935, et leur mise en service intervient en mars 1935.
Les deux autorails sont numérotés ZZ ABCEs 40001 et 40002.

### Description et caractéristiques
Les autorails BDR de la compagnie de l'Est reposent sur deux essieux dont un moteur. La caisse est plus longue que celle des autorails PLM et PO-Midi : elle mesure 14,590 m de long, la longueur totale de l'engin attelages compris étant de 15,550 m. La masse à vide d'un autorail est de 18,4 t. Les roues sont à bandage en acier.

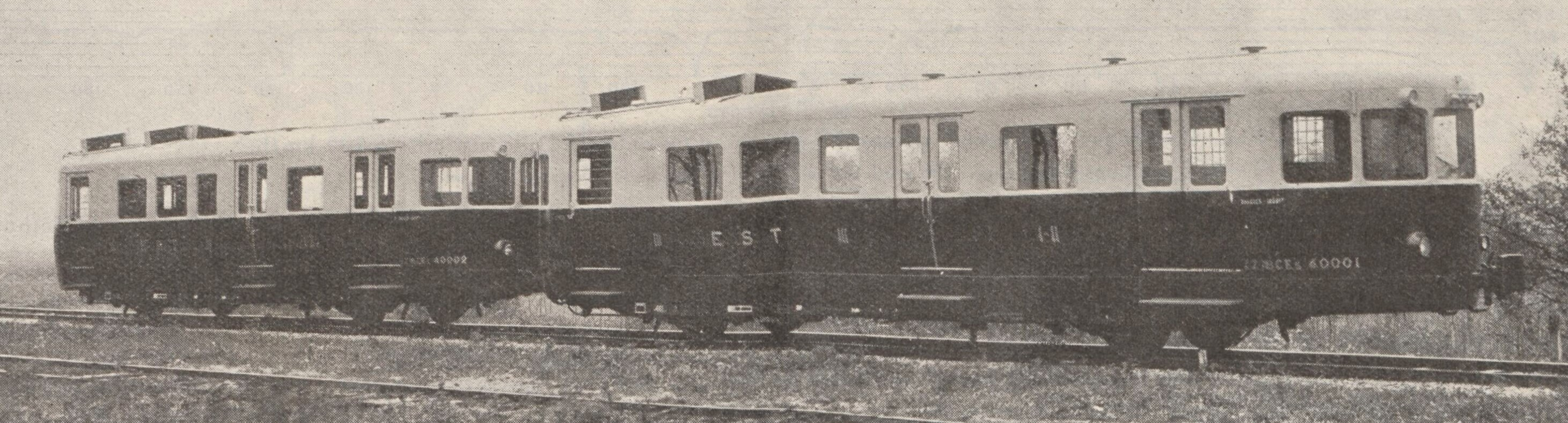
Jumelage des deux autorails.

La commande initiale prévoyait l'installation d'une motorisation Diesel Codra sous licence Mercedes-Benz à six cylindres et délivrant une puissance de 125 ch à 1 600 tr/min. L'autorail est finalement livré avec un moteur Diesel Berliet de type MDK2 construit sous licence Acro,. Il fournit avec ses six cylindres une puissance de 135 ch,. La transmission de l'effort se fait via une boîte de vitesses Cotal à quatre rapports et une chaîne double entraîne l'essieu moteur. L'engin peut atteindre les 100 km/h en palier, 63 km/h en rampe de 15 ‰ et 78 km/h en rampe de 7 ‰,.
L'engin dispose de deux postes de conduite et est donc réversible. Les deux autorails peuvent être accouplés entre eux grâce à des attelages automatiques Willison complétés par des connecteurs pour les réseaux électrique et pneumatique,. Un règlement d'exploitation stipule toutefois qu'un agent de conduite doit être présent en cabine de l'engin mené ; cette configuration s'apparentant alors plus à un jumelage qu'à un couplage.
L'aménagement intérieur de l'autorail offre deux compartiments : un compartiment mixte de première et deuxième classe avec huit places assises et un compartiment de troisième classe avec trente places. L'ensemble est complété par huit strapontins, quatre sièges amovibles et vingt places debout,. Le chauffage des compartiments fait appel à l'eau de refroidissement du moteur. Le fourgon de l'autorail, d'une surface de 6,5 m2, permet de transporter une tonne de bagages et de colis,.

Livrée des autorails BDR de l'Est.

Les autorails arborent une livrée avec bas de caisse rouge et haut de caisse crème.

### Services effectués
Les deux autorails sont affectés à leur livraison en 1935 au dépôt de Mirecourt. Ils sont utilisés pour les trains omnibus vers Barisey-la-Côte, Toul et Langres. Intégrés aux effectifs de la SNCF en 1938, ils sont renumérotés ZZ BD 10101 et 10102,. Un des deux autorails est transformé en 1945 pour fonctionner avec un gazogène. Les deux engins sont finalement démotorisés et transformés en remorques d'autorail sous les immatriculations XR 10031 et 10032. Les remorques sont radiées entre 1950 et 1959.

## Autorail long à bogies

### Commandes
Le service du Matériel et de la Traction de la Compagnie des chemins de fer du Nord désire expérimenter plusieurs types de transmissions pour les autorails,. Ainsi, la compagnie commande en juillet 1932 à trois constructeurs des engins équipés de différents types de transmissions :
- Decauville immatriculés ZZ 13 et 14 avec transmission mécanique Winterthur ;
- Baudet, Donon et Roussel immatriculés ZZ 15 et 16 avec transmission électromécanique Cotal ;
- Compagnie française de matériel de chemin de fer immatriculés ZZ 22 et 23 avec transmission électrique Oerlikon.

Tous les autorails sont bimoteurs et sont équipés de moteurs Diesel Saurer BXD.
Le prix d'achat des deux autorails BDR est de 700 000 francs. Ils sont respectivement mis en service le 17 mai et le 1er juin 1935,.

### Description et caractéristiques
L'autorail fait 21,700 m de long pour une longueur de caisse de 20,740 m. En ordre de marche, l'engin pèse 35,2 t et 43,2 t en charge. Il est monté sur deux bogies à deux essieux. L'autorail est équipé de deux postes de conduite et est réversible.
Chaque bogie est équipé d'un moteur Diesel Saurer BXD de 150 ch à 1 500 tr/min. L'effort est ensuite transmis aux essieux via une boîte de vitesses Cotal et un inverseur de marche à deux sorties donnant sur les ponts de chaque essieu. Le freinage est pneumatique à sabots de type JMR. Les autorails sont équipés d'attelages automatiques Willison. Cependant, leur exploitation en couplage ou en jumelage n'est pas prévue.
L'aménagement intérieur est à classe unique : il propose cinquante-huit places assises de troisième classe réparties sur des banquettes à deux ou trois places. Les banquettes sont recouvertes soit de tissus, soit de simili-cuir. En outre, quatre strapontins sont disponibles sur la plateforme d'accès et vingt personnes peuvent voyager debout. Un cabinet de toilettes et deux fourgons à bagages de 11 m2 avec compartiment postal complètent l'ensemble,.
Les autorails arborent la livrée des engins du Nord : caisse entièrement verte ou caisse verte et pavillon et extrémités de caisse crème,.

### Services effectués
À leur livraison en 1935, les autorails sont affectés au dépôt de Compiègne. La desserte de l'étoile s'organise dès 1934 autour des relations vers Soissons, La Ferté-Milon (via Pierrefonds et Villers-Cotterêts), Montdidier (via Estrées-Saint-Denis) et Roye et entre Clermont-de-l'Oise et Beauvais,,. Outre les deux autorails BDR, ces relations sont assurées par deux autorails Decauville, deux autorails ADN, un autorail Ateliers du Nord de la France, deux autorails CFMCF et deux Renault VH,. Trente mois après leur mise en service, les autorails BDR ont parcouru en moyenne 163 200 km.
En 1938, les deux engins sont intégrés aux effectifs de la SNCF avec la numérotation ZZ BD 1001 et 1002. En 1944, les autorails sont vendus au chemin de fer secondaire allemand du Westerwaldbahn (de). Ils rejoignent l'Allemagne en convoi avec les deux autorails CFMCF ex-ZZ 22 et 23  et un ADN. L'un des deux autorails est démotorisé avant son arrivée. Le second, immatriculé VT 103, est mis en service dès 1944 mais prend feu fin 1946. Le premier autorail est finalement remotorisé et remis en service en 1951 avec la numérotation VT 101(II) ; il circule jusqu'en 1960. Il est équipé d'un seul bogie motorisé avec un moteur Diesel Klöckner-Humboldt-Deutz A8M 517 à huit cylindres,. Ce moteur délivre 180 ch à 1 500 tr/min. La transmission mécanique est fabriquée par Deutsche Getriebe Berlin et la boîte de vitesses est de type Mylius CV2 ; la vitesse maximale de l'engin est portée à 60 km/h.

Livrée des autorails BDR du Westerwaldbahn.

Les autorail du Westerwaldbahn sont peints avec une livrée rouge soulignée de liserés jaune clair.

## Modélisme
Une reproduction statique à l'échelle HO d'un autorail BDR du PLM a été intégrée à la collection Michelines et autorails des éditions Atlas.